# Tolsti Vrh pri Mislinji
Tolsti Vrh pri Mislinji je naselje v Občini Mislinja.
Naselje se leta 1425 v nemškem viru omenja kot am dem Grossen Egk. Toponim se nanaša na lokalno topografijo, saj vas leži na vrhu debelega hriba s priostrenim vrhom. Etimologijo podpira tudi prevod nemškega imena. Toponim 'Tolsti vrh' (ali 'Tolsti Vrh') se kot zemljepisno ime pojavlja na več mestih v Sloveniji, pojavlja pa se tudi kot andronim (Tovšak).